# Bersac-sur-Rivalier
Bersac-sur-Rivalier is een gemeente in het Franse departement Haute-Vienne (regio Nouvelle-Aquitaine) en telt 631 inwoners (1999). De plaats maakt deel uit van het arrondissement Limoges.

## Geografie
De oppervlakte van Bersac-sur-Rivalier bedraagt 32,6 km², de bevolkingsdichtheid is 19,4 inwoners per km².

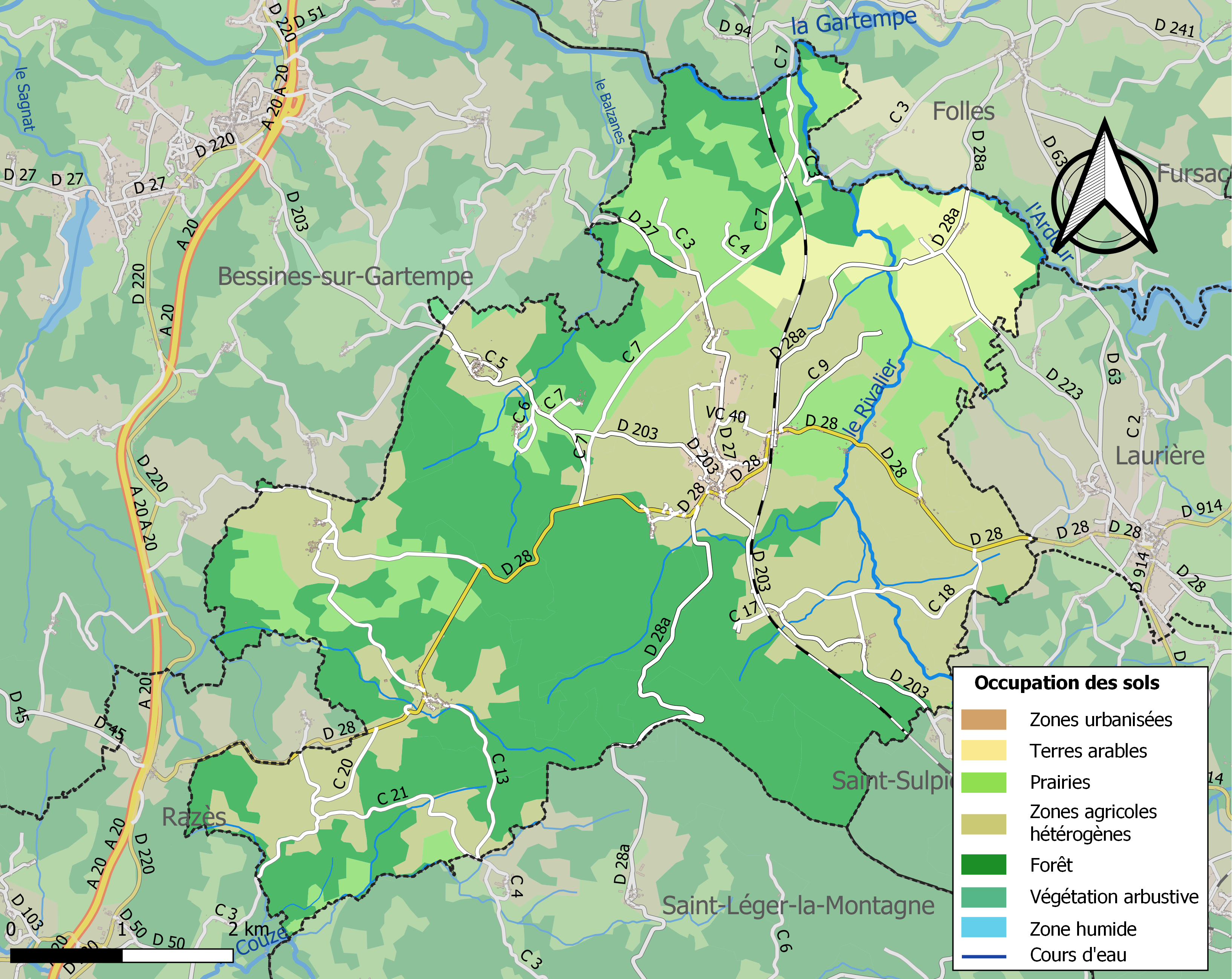
Kaart van de gemeente met de belangrijkste infrastructuur, bodemgebruik en omliggende gemeenten

## Verkeer en vervoer
In de gemeente ligt  de spoorweghalte  Bersac.

## Demografie
Onderstaande figuur toont het verloop van het inwonertal (bron: INSEE-tellingen).